# 8Ball & MJG
8Ball & MJG — американский хип-хоп дуэт из Мемфиса, штат Теннесси. Два рэпера встретились в Ridgeway Middle School в Мемфисе, штат Теннесси, в 1984 году. А 1993 году группа записала свой дебютный альбом Comin' Out Hard. Последующими релизами были On the Outside Looking In (1994), On Top of the World (1995), In Our Lifetime (1999), Space Age 4 Eva (2000), Living Legends (2004), Ridin' High (2007) and Ten Toes Down (2010).
Жанры: Южный хип-хоп,гангста-рэп

## История группы
8Ball & MJG впервые появились на рэп-сцене со своим андеграунд альбомом 1991 года «Listen to the Lyrics». В 1993 году они выпустили успешный альбом Comin 'Out Hard. Их последующие альбомы в 1990-х, в том числе On the Outside Looking In (1994) и On Top of the World (1995)", закрепили за группой статус одних из лучших рэперов Юга. On Top of the World был особенно успешным, достигнув #8 на Billboard Hot 200 и получил сертификат Gold. Он также содержал песню «Space Age Pimpin'», которая стала первым синглом 8Ball & MJG, заняв 58 место в чарте синглов и треков Hot R&B/Hip-Hop Singles and Tracks и 22 место в чарте Hot Rap Singles. После этих альбомов и 8Ball & MJG выпустили сольные альбомы, сначала MJG «No More Glory» в 1997 году, а затем 8 Ball Lost в 1998 году. Они воссоединились в 1999 году, чтобы выпустить свой четвертый альбом группой под названием In Our Lifetime. Год спустя, в 2000 году, они выпустили свой пятый групповой альбом под названием Space Age 4 Eva.
В 1996 году они появились на сборнике компакт-дисков Red Hot Organization’s, «America is Dying Slowly», наряду с Biz Markie, Wu-tang Clan и Fat Joe и многих других выдающихся исполнителей хип-хопа. CD, предназначенный для повышения осведомленности об эпидемии СПИДа среди афроамериканских мужчин, был объявлен журналом The Source «шедевром». В начале 2000-х они подписывали контракты с Шоном Комбсом «Bad Boy Records». Их первый альбом на Bad Boy Records, Living Legends, вышел в 2004 году и был удостоен золотой награды RIAA. Их второй альбом на Bad Boy Records назывался Ridin' High и был выпущен в марте 2007 года.
В сентябре 2007 года 8Ball & MJG подписали контракты в Сакраменто, Калифорния с Real Talk Entertainment. 1 апреля 2008 года 8Ball выпустили совместный с E.D.I. из Outlawz альбом под названием Doin 'It Big, а 29 апреля 2008 MJG выпустили сольный альбом под названием Pimp Tight . В июне 2008 года группа объявила об официальном подписании контракта с лейблом T.I. Grand Hustle. Их восьмой альбом как группы и их первый на Grand Hustle «Ten Toes Down», был выпущен в мае 2010 года. Он достиг # 36 на Billboard 200 в первую неделю.
С коммерческой точки зрения, одним из главных достижений в карьере 8Ball & MJG был совместный с Three 6 Mafia трек «Stay Fly» (2005), который стал хитом. Этот трек достиг 13-го места в Billboard Hot 100, который является самым большим хитом в карьере Three 6 Mafia и самым большим хитом 8Ball & MJG. Песня была совместной работой двух самых успешных рэп-групп из штата Теннесси, откуда также родом Three 6 Mafia.
Сегодня 8Ball и MJG также возглавляют собственные звукозаписывающие компании. 8Ball возглавляет 8 Ways Entertainment (подразделение Koch Entertainment), а MJG возглавляет MJG Muzik. На их лейбл подписаны молодой, восходящий дуэт из Мемфиса, Da Volunteers, которые широко известен на юге Соединенных Штатов своим синглом 2006 года «What’s Yo Favorite Color?», который прославляет их квартал Orange Mound.

## Дискография

### Студийные альбомы
- Comin' Out Hard (1993)
- On the Outside Looking In (1994)
- On Top of the World (1995)
- In Our Lifetime (1999)
- Space Age 4 Eva (2000)
- Living Legends (2004)
- Ridin' High (2007)
- Ten Toes Down (2010)

### Сольные работы

#### 8Ball
- Lost (1998)
- Almost Famous (2001)
- Lay It Down (2002)
- Light Up the Bomb (2006)
- The Vet & The Rookie (with Devius) (2007)
- Doin' It Big (with E.D.I.) (2008)
- 8Ball & Memphis All-Stars: Cars, Clubs & Strip Clubs (2009)
- Life’s Quest (2012)

#### MJG
- No More Glory (1997)
- Pimp Tight (2008)
- This Might Be the Day (2008)
- Too Pimpin' (2013)
- Too Pimpin' 2.0 (2014)